# L'Autobus à vapeur
L'Autobus à vapeur est un groupe de musique pour enfants. 

## Style musical
Même si le groupe oscille entre la chanson française, la World Music, la pop, le rock et le jazz, on peut définir un "style Autobus à vapeur". 
En effet, Jean-Jacques Commien, créateur du groupe et parolier sur la plupart des titres a travaillé de concert avec le compositeur Olivier Delgutte avant la création du groupe sur plusieurs comédies musicales "à vocation pédagogique" pour enfants. (Joe le Crapaud, La Folle Nuit de Nestor Lampadaire et Profigraicaosuglu entre autres.) Au sein de L'Autobus à vapeur, Jean-Jacques Commien incarne souvent les personnages lunaires, rêveurs, romantiques et un brin nostalgiques. ("Bafouille", "La romance de la fille du directeur", "Bonjour, bonjour" etc.) Il est également la voix principale dans les chœurs, à mi-chemin entre le jazz vocal et Queen.
Eric Bleuzé (guitare) est le second chanteur principal. Ex-leader du groupe burlesque et provocateur Jo Butagaz et ses Brûleurs, il joue souvent des personnages comiques et plus "durs". Il utilise souvent sa voix, d'une tessiture plus grave et plus puissante que Commien, pour jouer les crooners ("Le slow de la fille du directeur") ou les rockers ("J'aime le ch'wing", "Satané mouche"). Il est l'auteur des chansons plus humoristiques, plus délirantes voire plus noires ("Complainte de la bouchère").
Airelle est le batteur et percussionniste du groupe. Sa voix est la plus aiguë du groupe, on l'entend seulement dans les chœurs.
Enfin, Olivier Delgutte est le claviériste, bassiste et compositeur du groupe. Pianiste et clarinettiste de formation, il est le fondateur du groupe Jazz Grand Angle. Avec ses arrangements très travaillés, c'est lui le principal porteur du "style Autobus à vapeur". Il apporte une touche récurrente Jazzy ("Pas fait exprès", "Le boogie du moteur"), pop ("L'autobus à vapeur", "Raymond Bonheur", "Dis moi, capitaine"), latino et brésilienne ("Salsa du moteur", "Le serpent", "Un,deux,trois c'est parti") voire funk ("L'affreux jojo", "Moi j'dis c'est pas normal").
Comme chez Bouskidou, les arrangements de L'Autobus à vapeur se basent sur un système de chœurs polyphoniques très efficaces, où chaque membre a son rôle. En concert, le groupe ne se contente pas d'un simple récital, mais d'un spectacle avec un fil directeur ("Le Camping des Flots Bleus") ou de sketchs ("200 Rêves à l'Heure"), avec force d'instruments acoustiques de récupération. 
On est sans nouvelles du groupe depuis 2005, jusqu'à ce que la Voix du Nord annonce sa relance en novembre 2015. 

## Membres
- Eric Bleuzé : guitare, chant, écriture et arrangements
- Jean-Jacques Commien : chant, guitare, écriture, fondateur du groupe
- Olivier Delgutte : chant, composition,arrangements, claviers, basse
- Airelle : chœurs, batterie, percussions

Membres additionnels:
- Luc Samaille : comédien, chant pour Profigraicaosuglu.
- Thierry Bertein : comédien, chant pour Profigraicaosuglu

## Discographie
- L'autobus à vapeur(-900))
- Les Chansons d'enfance (1999)
- Faut pas s'moquer des perroquets (1999)
- Le Camping des Flots bleus (2002)
- Dis moi capitaine (2002)
- 200 rêves à l'heure - Best of (2004)

## Sources & liens externes
- Site de téléchargement des albums:
- Biographie de JJ. Commien:
- Interview du groupe à l'occasion de la représentation de "200 Rêves à l'Heure":
- Annonce de la reprise du groupe en novembre 2015